# سیارک ۹۱۴۴
سیارک ۹۱۴۴ (به انگلیسی: 9144 Hollisjohnson، نامگذاری:1955UN1) نه هزار و صد و چهل و چهارمین سیارک کشف شده‌است که در ۲۵ اکتبر ۱۹۵۵ کشف شد.
قدر مطلق سیارک برابر ۲۵.۷ است.